# Xylotrechus
Genre
Xylotrechus est un genre d'insectes coléoptères de la famille des Cerambycidae.

## Espèces rencontrées en Europe
- Xylotrechus antilope (Schönherr, 1817)
- Xylotrechus arvicola (Olivier, 1795)
- Xylotrechus capricornus (Gebler, 1830)
- Xylotrechus ibex (Gebler, 1825)
- Xylotrechus pantherinus (Savenius, 1825)
- Xylotrechus rusticus (Linnaeus, 1758)
- Xylotrechus stebbingi Gahan, 1906

Xylotrechus chinensis, une espèce asiatique au potentiel invasif, est signalée en Europe depuis 2007 (Allemagne, Espagne, Crète, France, etc.). Elle affecte des Moraceae (Morus alba et Morus australis).

## Liste d'espèces
Selon Catalogue of Life (26 août 2014) :
- Xylotrechus abyssinicus
- Xylotrechus aceris
- Xylotrechus aedon
- Xylotrechus affinis
- Xylotrechus albolatifasciatus
- Xylotrechus albonotatus
- Xylotrechus altaicus
- Xylotrechus anguliferus
- Xylotrechus annobonae
- Xylotrechus antennarius
- Xylotrechus antilope
- Xylotrechus apiceinnotatus
- Xylotrechus arnoldii
- Xylotrechus arunensis
- Xylotrechus arvicola
- Xylotrechus asteius
- Xylotrechus atrolineatus
- Xylotrechus atronotatus
- Xylotrechus aureounifasciatus
- Xylotrechus australis
- Xylotrechus badachschanicus
- Xylotrechus basifuliginosus
- Xylotrechus bicoloricornis
- Xylotrechus bifenestratus
- Xylotrechus biimpressus
- Xylotrechus bilyi
- Xylotrechus binotaticollis
- Xylotrechus boreosinicus
- Xylotrechus bowditchi
- Xylotrechus brevicillus
- Xylotrechus brevicornis
- Xylotrechus brixi
- Xylotrechus buquetii
- Xylotrechus canus
- Xylotrechus capricornus
- Xylotrechus carenifrons
- Xylotrechus carinicollis
- Xylotrechus chhetrii
- Xylotrechus chinensis
- Xylotrechus chujoi
- Xylotrechus cinerascens
- Xylotrechus clabauti
- Xylotrechus clarinus
- Xylotrechus clavicornis
- Xylotrechus colonus
- Xylotrechus consocius
- Xylotrechus contortus
- Xylotrechus contusus
- Xylotrechus convergens
- Xylotrechus coquerelii
- Xylotrechus crucicollis
- Xylotrechus cuneipennis
- Xylotrechus curtithorax
- Xylotrechus dalatensis
- Xylotrechus daoi
- Xylotrechus deletus
- Xylotrechus demonacioides
- Xylotrechus demonacius
- Xylotrechus deyrollei
- Xylotrechus difformis
- Xylotrechus discors
- Xylotrechus diversenotatus
- Xylotrechus diversepubens
- Xylotrechus diversesignatus
- Xylotrechus djoukoulanus
- Xylotrechus dominulus
- Xylotrechus durangoensis
- Xylotrechus emaciatus
- Xylotrechus fluctuosus
- Xylotrechus formosanus
- Xylotrechus fragilis
- Xylotrechus gahani
- Xylotrechus gazellinus
- Xylotrechus gemellus
- Xylotrechus gestroi
- Xylotrechus goetzi
- Xylotrechus grayii
- Xylotrechus hampsoni
- Xylotrechus hircus
- Xylotrechus hovorei
- Xylotrechus humeralis
- Xylotrechus hypoleucus
- Xylotrechus ibex
- Xylotrechus idoneus
- Xylotrechus ilamensis
- Xylotrechus imperfectus
- Xylotrechus incurvatus
- Xylotrechus innotatithorax
- Xylotrechus insignis
- Xylotrechus integer
- Xylotrechus iteratus
- Xylotrechus janbar
- Xylotrechus javanicus
- Xylotrechus kayoensis
- Xylotrechus khampaseuthi
- Xylotrechus klapperichi
- Xylotrechus kosempoensis
- Xylotrechus kuatunensis
- Xylotrechus latefasciatus
- Xylotrechus lateralis
- Xylotrechus lautus
- Xylotrechus lengii
- Xylotrechus lepesmei
- Xylotrechus liciatulus
- Xylotrechus liliputanus
- Xylotrechus longitarsis
- Xylotrechus longithorax
- Xylotrechus luzonicus
- Xylotrechus maculicollis
- Xylotrechus magnicollis
- Xylotrechus magnificus
- Xylotrechus majeri
- Xylotrechus medvedevi
- Xylotrechus mehli
- Xylotrechus mindanaonis
- Xylotrechus mixtus
- Xylotrechus moriutii
- Xylotrechus mormonus
- Xylotrechus mucidulus
- Xylotrechus multiimpressus
- Xylotrechus multinotatus
- Xylotrechus multisignatus
- Xylotrechus nigrosulphureus
- Xylotrechus nitidus
- Xylotrechus nodieri
- Xylotrechus nunenmacheri
- Xylotrechus obliteratus
- Xylotrechus ocellatus
- Xylotrechus oculicollis
- Xylotrechus ogasawarensis
- Xylotrechus olexai
- Xylotrechus paulocarinatus
- Xylotrechus pavlovskii
- Xylotrechus perakensis
- Xylotrechus phidias
- Xylotrechus pici
- Xylotrechus pilosus
- Xylotrechus polyzonus
- Xylotrechus prolixus
- Xylotrechus pulcher
- Xylotrechus pyrrhoderus
- Xylotrechus quadrimaculatus
- Xylotrechus quadrisignatus
- Xylotrechus quattuordecimmaculatus
- Xylotrechus quercus
- Xylotrechus raghidae
- Xylotrechus ranauensis
- Xylotrechus reconditus
- Xylotrechus reductemaculatus
- Xylotrechus regina
- Xylotrechus reginae
- Xylotrechus retractus
- Xylotrechus robusticollis
- Xylotrechus robustus
- Xylotrechus rosinae
- Xylotrechus rouyeri
- Xylotrechus ruficollis
- Xylotrechus rufilius
- Xylotrechus rufoapicalis
- Xylotrechus rufobasalis
- Xylotrechus rufonotatus
- Xylotrechus sagittatus
- Xylotrechus sandakanus
- Xylotrechus sartorii
- Xylotrechus sauteri
- Xylotrechus savioi
- Xylotrechus schaefferi
- Xylotrechus schweisi
- Xylotrechus sciamai
- Xylotrechus scrobipunctatus
- Xylotrechus securus
- Xylotrechus sellatus
- Xylotrechus semimarginatus
- Xylotrechus shimomurai
- Xylotrechus sieversi
- Xylotrechus sikangensis
- Xylotrechus smei
- Xylotrechus subcarinatus
- Xylotrechus subdepressus
- Xylotrechus subditus
- Xylotrechus subscutellatus
- Xylotrechus suzukii
- Xylotrechus takakuwai
- Xylotrechus tanoni
- Xylotrechus tephrinus
- Xylotrechus tetersus
- Xylotrechus trimaculatus
- Xylotrechus trinotatus
- Xylotrechus undulatus
- Xylotrechus uniannulatus
- Xylotrechus vagefasciatus
- Xylotrechus variegatus
- Xylotrechus variicollis
- Xylotrechus variolaris
- Xylotrechus velutinus
- Xylotrechus villioni
- Xylotrechus vinnulus
- Xylotrechus vitalisi
- Xylotrechus wauthieri
- Xylotrechus wenii
- Xylotrechus yanoi
- Xylotrechus zaisanicus
- Xylotrechus zanonianus
- Xylotrechus zebratus

Selon ITIS (26 août 2014) :
- Xylotrechus aceris Fisher, 1917
- Xylotrechus albonotatus Casey, 1912
- Xylotrechus annosus (Say, 1826)
- Xylotrechus bowditchi Hopping, 1928
- Xylotrechus colonus (Fabricius, 1775)
- Xylotrechus convergens LeConte, 1873
- Xylotrechus gemellus Casey, 1893
- Xylotrechus hircus (Gebler, 1825)
- Xylotrechus insignis LeConte, 1873
- Xylotrechus integer (Haldeman, 1847)
- Xylotrechus lengi Schaeffer, 1908
- Xylotrechus longitarsis Casey, 1912
- Xylotrechus mormonus (LeConte, 1861)
- Xylotrechus nauticus (Mannerheim, 1843)
- Xylotrechus nitidus (Horn, 1860)
- Xylotrechus nunenmacheri Van Dyke, 1920
- Xylotrechus obliteratus LeConte, 1873
- Xylotrechus quadrimaculatus (Haldeman, 1847)
- Xylotrechus quercus Schaeffer, 1905
- Xylotrechus robustus Hopping, 1941
- Xylotrechus sagittatus (Germar, 1821)
- Xylotrechus schaefferi Schott, 1925
- Xylotrechus undulatus (Say, 1824)

Selon NCBI (26 août 2014) :
- Xylotrechus atronotatus
- Xylotrechus chinensis
- Xylotrechus cuneipennis
- Xylotrechus emaciatus
- Xylotrechus grayii
- Xylotrechus pyrrhoderus
- Xylotrechus rufilius
- Xylotrechus rusticus
- Xylotrechus sagittatus
- Xylotrechus villioni